# Jimmy Roye
Jimmy Roye, né le 8 septembre 1988 à Paris, est un footballeur français ayant évolué au poste de milieu relayeur.

## Biographie

### Enfance et formation (1993-2008)

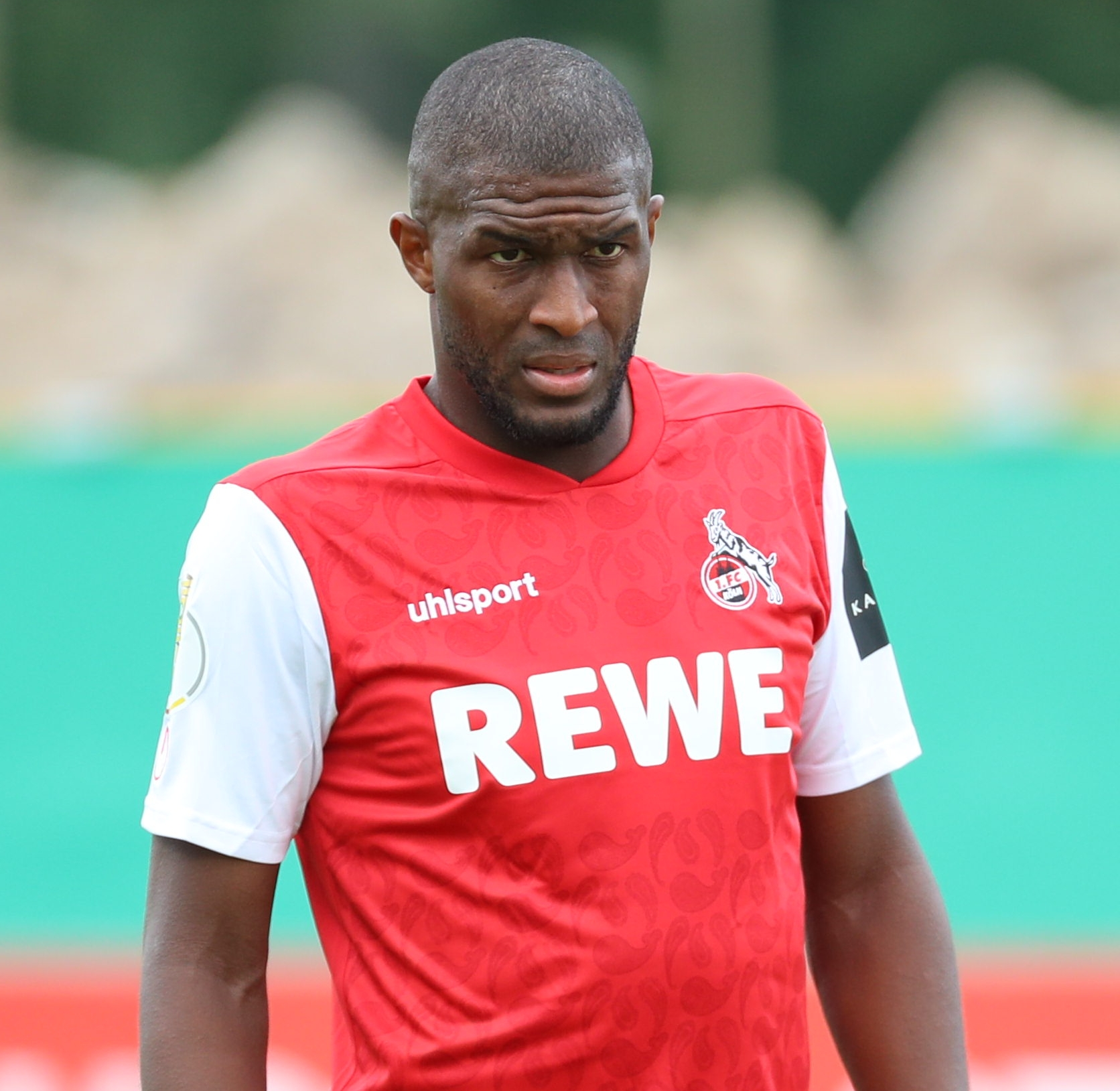
L'émergence d'Anthony Modeste contraint Jimmy Roye à quitter l'OGC Nice.

Né à Paris, Jimmy Roye grandit dans le Val-d'Oise puis dans les Hauts-de-Seine. Il commence le football à 5 ans au FC Orgemont à Argenteuil. Il joue ensuite au Racing Club de France de la catégorie "poussins" jusqu'aux 14 ans fédéraux. Auteur de 22 buts pour sa dernière saison, il est sollicité par plusieurs clubs professionnels. En 2003 il intègre le centre de formation de l'OGC Nice, sous contrat aspirant. Malgré son statut d'international U17 et U18, le jeune attaquant n'est pas conservé par Nice en 2006, du fait de son refus de continuer ses études, et de l'émergence d'Anthony Modeste. 
Il rebondit à l'Amiens SC qui lui offre un contrat stagiaire à la suite d'un essai concluant où il marque en match amical. Évoluant principalement avec l'équipe réserve en CFA2, il s'entraîne avec les pros et marque un but de la tête lors d'un match de Coupe de France contre Étaples en novembre 2006. Avec les 18 ans nationaux, il remporte le tournoi international cadets de Rezé en 2007, marquant de la tête le but vainqueur en finale contre le Stade rennais,. À l'issue de la saison 2007-2008, il ne signe pas professionnel et doit quitter le club.

### Débuts en National (2008-2011)
Il signe alors au Calais RUFC où il évolue comme attaquant de pointe en National. Encadré par les anciens du club, dont certains qui avaient fait l'épopée de 2000 en Coupe de France, il y trouve un environnement favorable pour commencer sa carrière. Il vit le déménagement de l'antique stade Julien-Denis au stade de l'Épopée, inauguré en septembre 2008 devant 12 000 personnes. S'imposant comme une des belles surprises de l'équipe, il est remarqué pour ses qualités mentales et sa détermination. Pour Roye, la seule déception de cette année est la relégation sportive en CFA, puis administrative en CFA2. 
Fin juillet 2009, un agent, qui resta le sien tout au long de sa carrière, l'appelle alors pour lui proposer un autre club de National : le Paris FC. Il s'y engage pour un salaire de 1000 € par mois, et effectue deux saisons pleines au poste d'ailier droit. Lors sa deuxième saison le magazine France Football lui attribue dix étoiles, le consacrant comme l'un des tous meilleurs joueurs du championnat.

### Joueur emblématique à Niort (2011-2018)

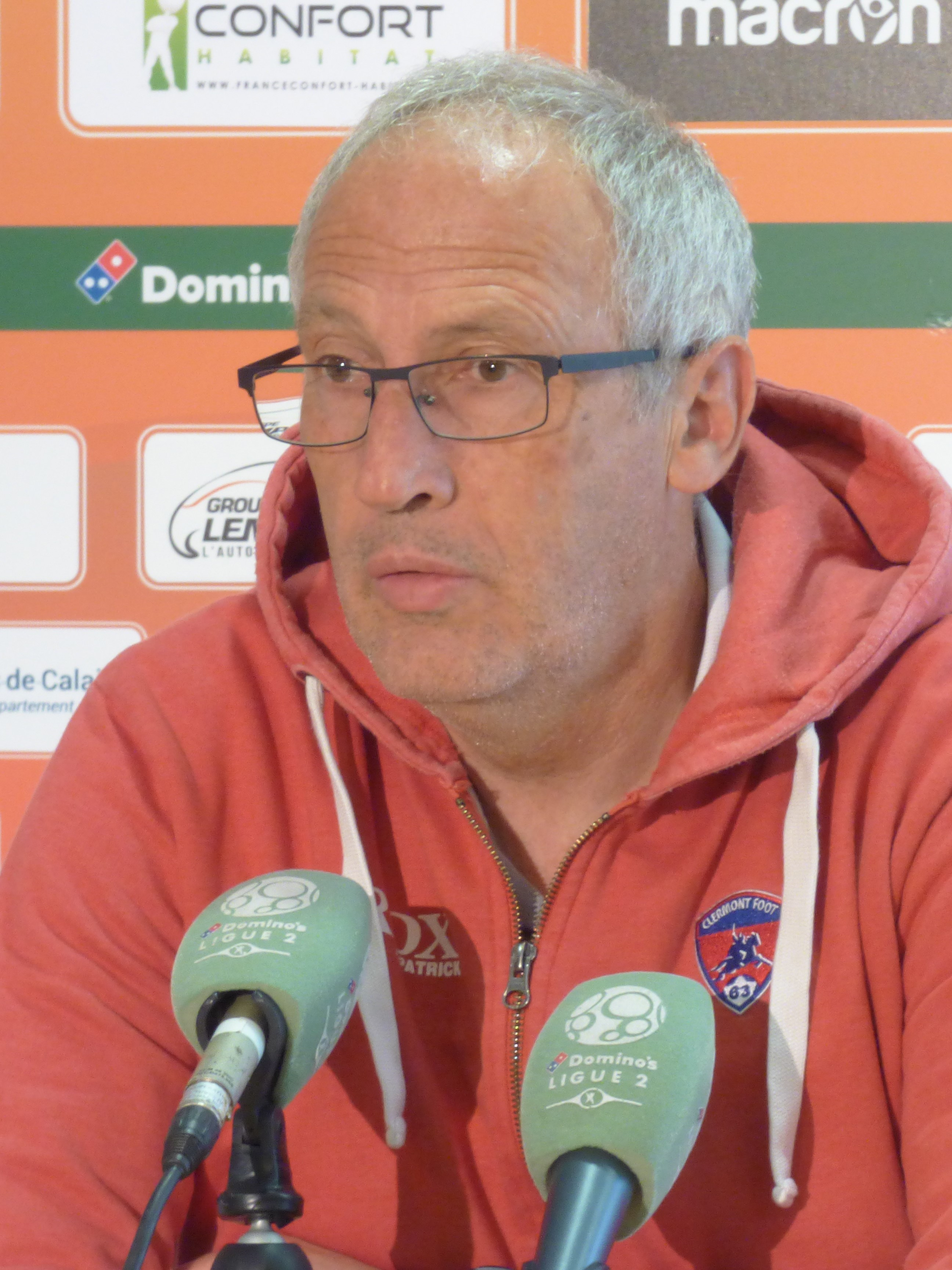
Pascal Gastien, considéré par Jimmy Roye comme l'entraîneur qui l'a le plus fait progresser.

Le 10 juin 2011, il est transféré aux Chamois niortais. Voyant en lui des qualités de vision de jeu, Pascal Gastien le repositionne dans l'axe du milieu de terrain. Dès sa première saison à Niort, il s'impose dans le onze de Gastien et impressionne comme chef d'orchestre dans le cœur du jeu. Il termine vice-champion de National, marquant au passage dix buts, dont le plus marquant est assurément le penalty qui assure la montée en Ligue 2 lors du dernier match contre le Gazélec Ajaccio. Il obtient alors son premier contrat professionnel, à 23 ans. 
Replacé progressivement un peu plus bas sur le terrain au poste de milieu relayeur, il brille pendant six saisons en Ligue 2, totalisant 34 buts et 28 passes décisives. Il contribue chaque année au maintien de son club et frôle en 2014 la montée en Ligue 1. 
À l'automne 2017, après sept ans aux Chamois niortais dont il est devenu un joueur emblématique, il annonce qu'il n'honorera pas sa dernière année de contrat et quittera le club à la fin de la saison. Il justifie sa décision de résilier à l'amiable par une impression d'« avoir fait le tour » et rappelle avoir été « piqué » lorsque le président Fradin lui a retiré son brassard de capitaine en 2016. Les supporters niortais ne lui en tiendront pas rigueur et l'éliront dans le onze type de la décennie en 2020.

### Passage en Corse (2018-2019)
Le 1er juin 2018, il s’engage avec le GFC Ajaccio pour deux ans. Auteur d'une nouvelle saison pleine sous le soleil corse, il ne peut empêcher la descente de son club après un barrage aller-retour perdu à l'ultime seconde contre Le Mans. Ce dénouement hitchcockien reste pour lui le plus gros traumatisme de sa carrière. Du fait de la relégation et des réajustements budgétaires qui en découlent, il ne peut rester à Ajaccio, étant un des plus gros salaires du club. Bénéficiant au demeurant d'un accord de résiliation en cas de relégation du club corse en division inférieure, il est libéré de son contrat en juillet 2019.

### Leader charismatique en National (2019-2022)

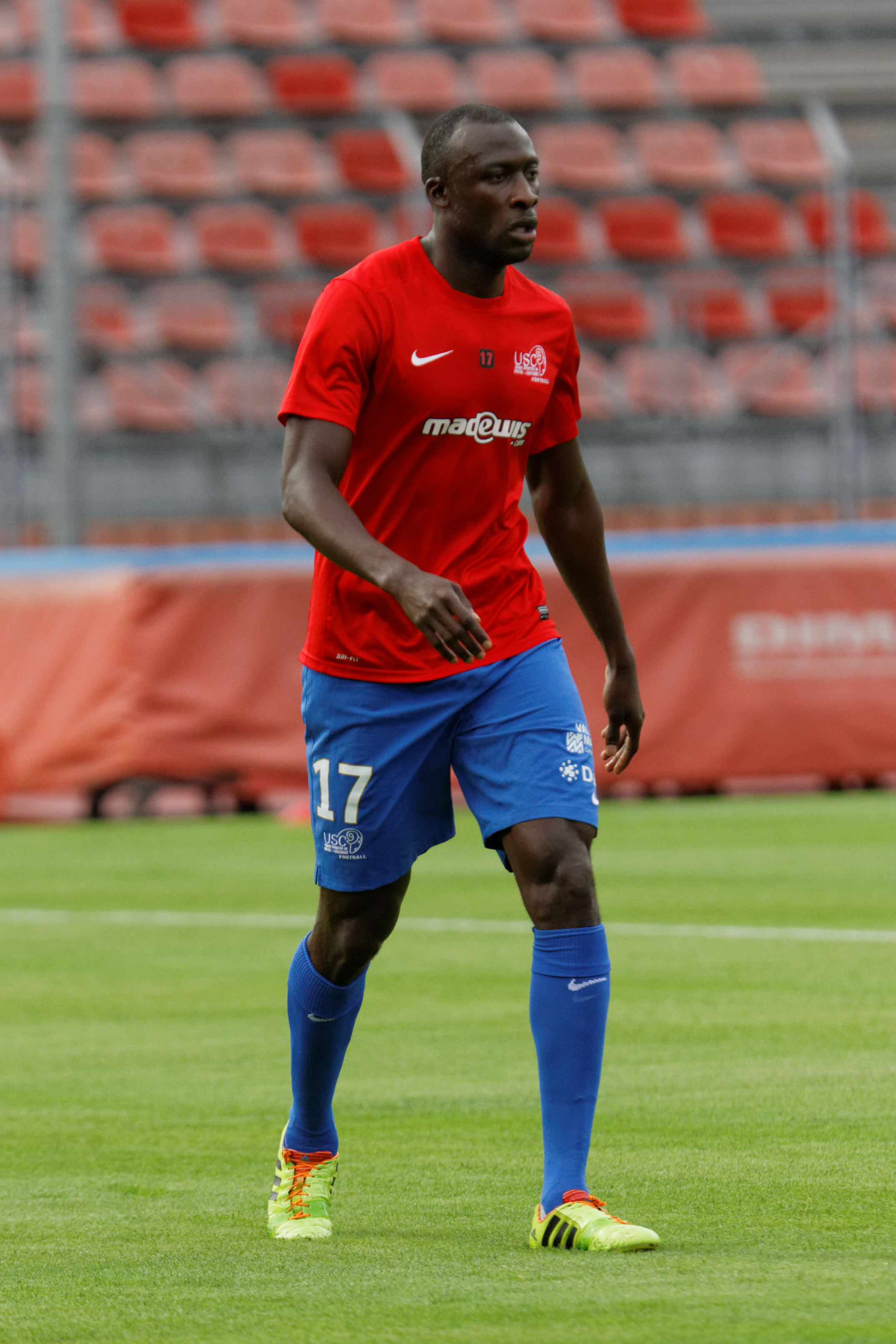
Avec Cheikh Ndoye, Jimmy Roye porte le jeu du Red Star pendant une saison.

Le 25 juillet 2019, il rejoint le Red Star en National avec un contrat de deux ans. Séduit par le projet sportif au point de diviser son salaire par deux, il a un objectif simple : remonter en Ligue 2. Repartant d'une feuille blanche et en pénurie de joueurs au milieu de terrain, le club connaît un début de saison difficile, mais remonte la pente jusqu'à atteindre le podium au printemps 2020. La saison est arrêtée prématurément en raison de la crise du COVID-19 et le Red Star termine à la quatrième place. La saison suivante est de bonne facture également : portée par la paire Cheikh Ndoye-Jimmy Roye, l'équipe est l'une des meilleures de National dans le jeu mais manque de réussite devant le but et termine septième. Le 8 avril 2021, en huitièmes de finale de la Coupe de France, Jimmy Roye s'illustre en marquant contre l'Olympique Lyonnais un coup franc magistral qui permet à son équipe d'égaliser. Toutes compétitions confondues, il délivre sept passes décisives en 2020-2021 et les entraîneurs de National le plébiscitent à huit reprises comme meilleur joueur de son équipe. Titulaire indiscutable durant ses deux saisons au Red Star, Jimmy Roye aura participé à 88% des matches de son club.
Le Red Star étant dans l'incertitude quant à son statut professionnel, il décide de quitter le club et signe le 5 juillet 2021 un contrat de deux ans au Stade Lavallois, dont le nouveau président s'attache à mettre en œuvre un projet quinquennal basé notamment sur des contrats longs offerts à des joueurs aux fortes valeurs humaines. À Laval, son « parrain » est Pascal Grosbois, ancien joueur du club. Leader technique et charismatique, il est le joueur le plus expérimenté du groupe d'Olivier Frapolli, qui le nomme capitaine. Joueur le plus utilisé en championnat, il inscrit trois buts et distribue six passes décisives. Le 2 mai 2022, sur le terrain de Chambly, il obtient la deuxième montée en Ligue 2 de sa carrière. Au micro de Canal+ Sport, gagné par l'émotion, il déclare placer « cette montée tout en haut de (s)a carrière ». Quatre jours plus tard, sur la pelouse du stade Francis-Le-Basser envahie par une foule en liesse, il brandit le trophée de Champion de France de National. Aux Trophées du National 2022, Jimmy Roye est présent dans l'équipe type de la saison.
Joueur à la régularité impressionnante, rarement blessé grâce à une hygiène de vie irréprochable, il aura disputé en moyenne 35 matches par saison depuis ses débuts.

## Palmarès
- Champion de France de National en 2022 avec le Stade lavallois
- Vice-champion du National en 2012 avec les Chamois niortais

## Distinctions personnelles
- Membre de l'équipe type du National pour la saison 2021-2022

## Vie personnelle
Fervent supporter du Paris Saint-Germain, il est un admirateur enthousiaste de Marco Verratti, « le meilleur à son poste » selon lui.
Il a tissé des liens d'amitié très forts avec Paul Delecroix, son coéquipier à Amiens puis Niort, qu'il considère comme un « troisième frère ». 
Il est père d'un garçon né en 2020.